# Особистий охоронець

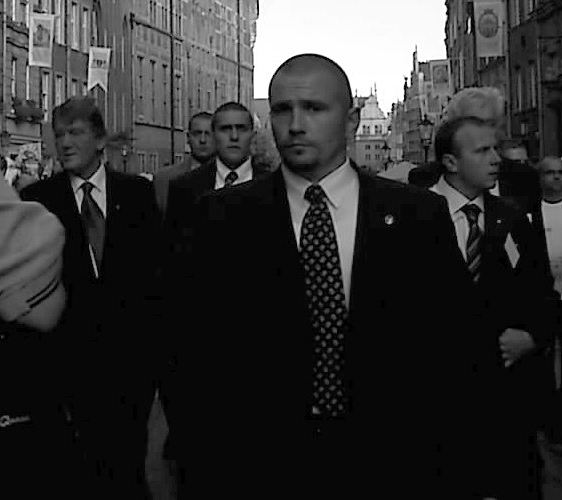
Охоронці Президента Віктора Ющенка під час його візиту в Гданськ (2004)

Особи́стий охоро́нець, іноді ті́лоохоро́нець — це різновид військового спецпризначенця, державного спецслужбовця або, найчастіше, приватного охоронця, на якого покладено обов'язки охорони і захисту особи чи групи осіб (як правило VIP-персон: публічних, багатих чи політично значимих і впливових).

## Основні функції
До функцій охоронця належить запобігання і протидія небезпеці стосовно визначеної особи, як то: викрадення, напад, замах на вбивство, домагання, втрата конфіденційної інформації, погрози (у тому числі погрози убивством) чи інші кримінальні діяння.
Зазвичай охоронець — це особа, яка має дуже хорошу фізичну форму і пройшла спеціальну професійну підготовку.

## В Україні

Працівник охорони Міністра оборони України зі спеціальним навушником, 2021 рік

За українським законодавством визначено лише професію «Охоронник» (англ. security guard), код спеціальності 5169 (за Державним класифікатором професій). Професії «Охоронець» (англ. bodyguard) законом не визначено.
На території України підготовку особистих охоронців здійснюють такі навчальні заклади:[джерело?]
- Інститут управління державної охорони України КНУ ім. Тараса Шевченка
- Вінницьке вище професійне училище Департаменту поліції охорони при МВС України
- Інститут підготовки кадрів промисловості
- Центр спеціальної підготовки співробітників служб безпеки «Артан Центр»
- Центр спецпідготовки приватного підприємства «ГАЛ–БЕЗПЕКА»

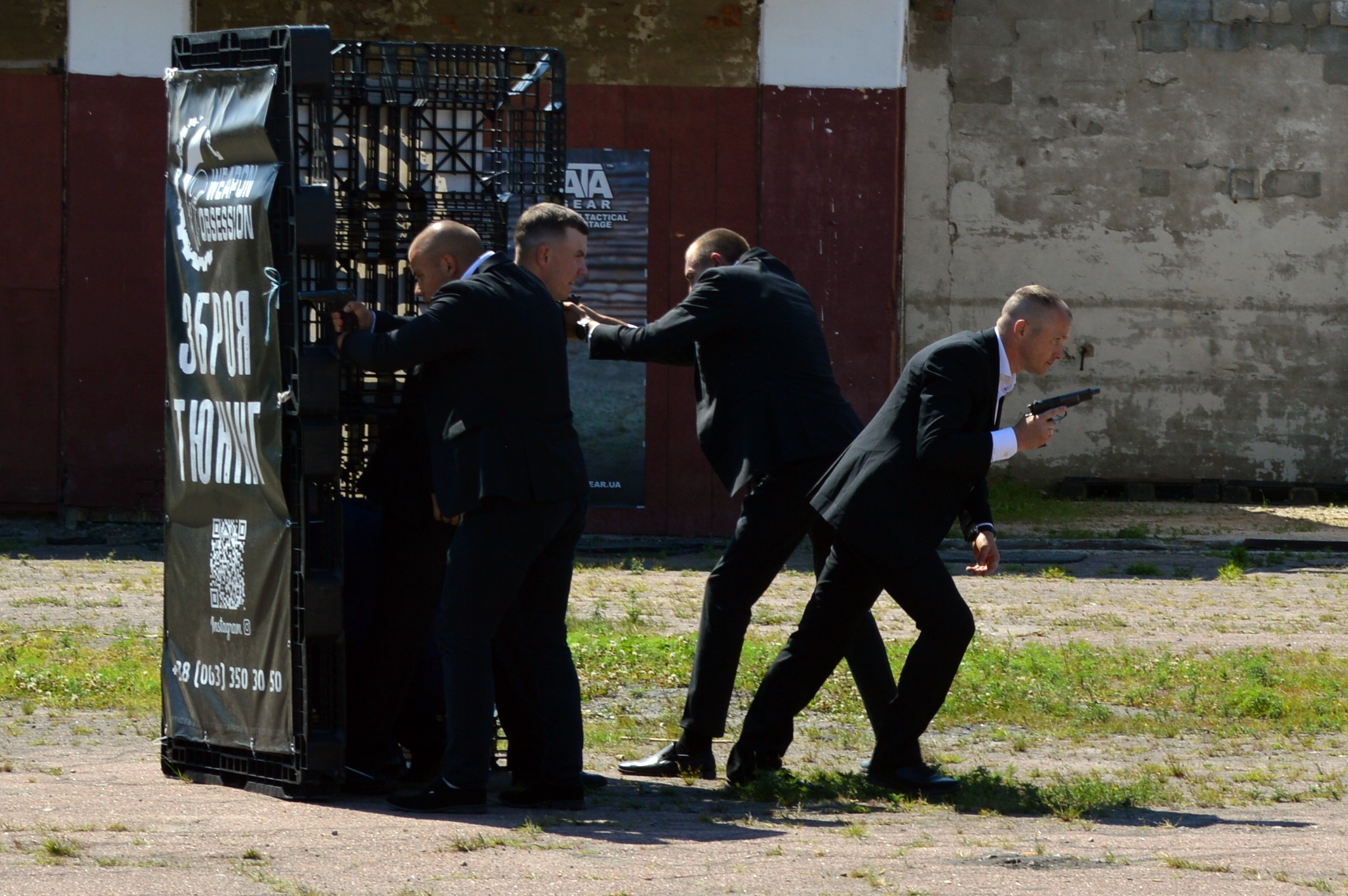
Показові виступи VIP-охоронців Центру спецпризначення ВСП на день військової частини, 2021 рік

## У мистецтві
- «Охоронець» — фільм 1991 року Київської кіностудії ім. О. Довженка, режисер А. Іванов
- «Охоронець» (англ. The Bodyguard) — американський фільм 1992 року за участі Кевіна Костнера та Вітні Г'юстон.
- «Охоронець» (яп. 用心棒, ようじんぼう, йодзінбо) — фільм 1961 року, знятий режисером Куросавою Акірою
- «Охоронець» (англ. Bodyguard) — британський 6-серійний драматичний телесеріал 2018 року.